# St. Marys (Pennsylvania)
St. Marys (früher auch Sankt Marien Stadt oder Sainte Marie) ist die einzige City und der größte Ort im Elk County im US-Bundesstaat Pennsylvania. Die Stadt hatte beim letzten Zensus (2020) 12.738 Einwohner.

## Deutsche und belgische Kolonien

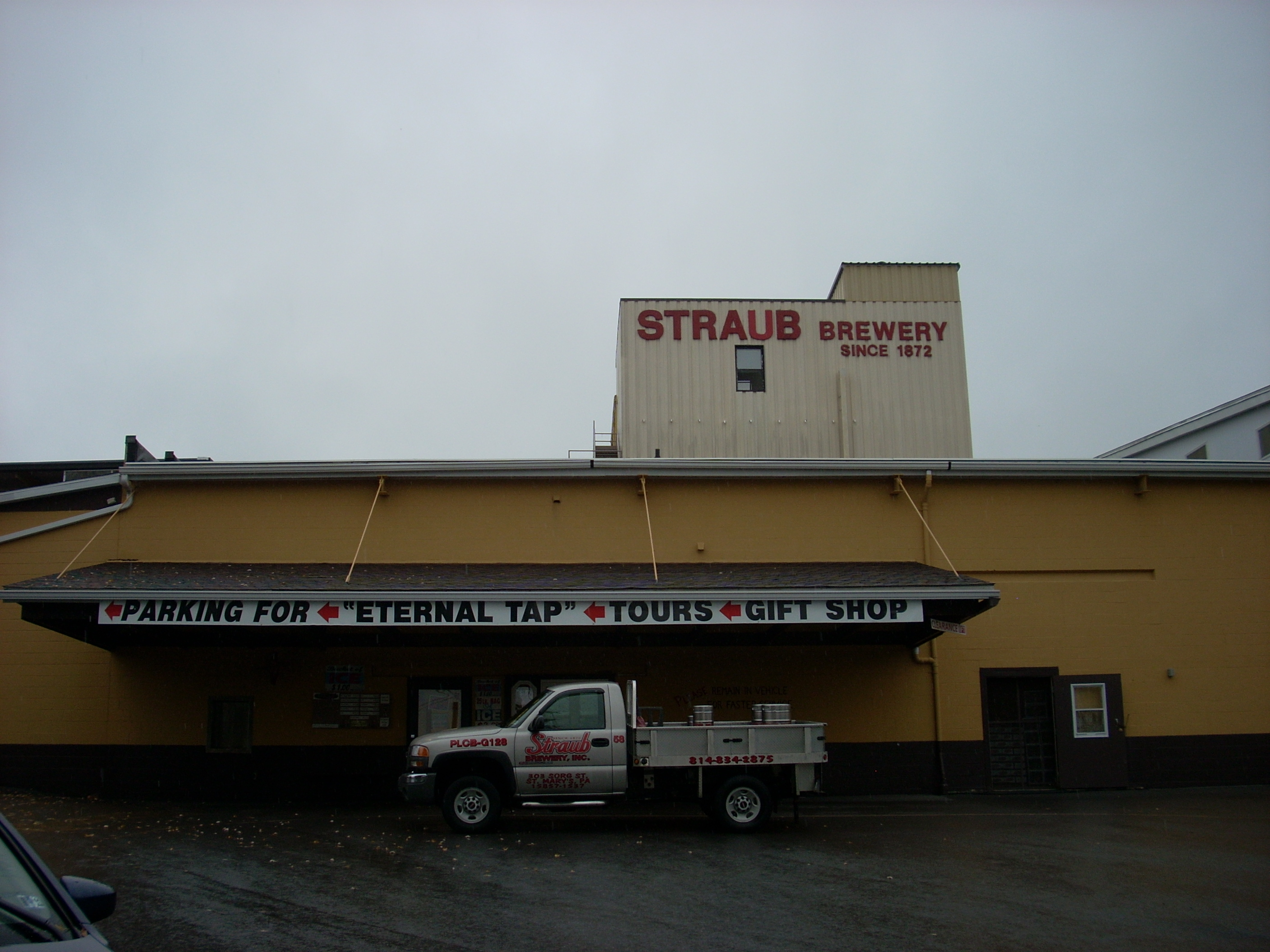
Die Straub Brewery wurde 1831 in Pittsburg gegründet, kam 1855 nach St. Marys und ist seit 1872 in deutscher Hand

St. Marys wurde im Dezember 1842 von katholischen Siedlern aus Bayern gegründet, die über den belgischen Hafen Antwerpen Europa verlassen hatten. Zwischen 1843 und 1848 gründete Matthias Benzinger (1800–1856?) aus dem badischen Forchheim (Kaiserstuhl) eine weitere Kolonie in unmittelbarer Nähe, den Vorort Benzinger Township. 1852 wanderte die bayerische Benediktinerin Benedicta Riepp mit zwei Mitschwestern nach St. Marys aus und richtete eine Schule für die Kinder der Einwanderer ein.
Ab 1849 erwarb die belgische Regierung auf Initiative Charles Rogiers in Pennsylvania zunächst 10.000 Acres Land (über 4000 Hektar) und stellte über 200.000 Francs bereit, um dorthin die Auswanderung verarmter Bauern aus dem überbevölkerten Westflandern zu fördern. Angelockt vom Versprechen auf pro Familie 25 Acres Land (10 Hektar), einen von der belgischen Regierung finanzierten Transport von Antwerpen über New York und Philadelphia nach St. Marys sowie eine bessere Zukunft in den USA gründeten die ersten vor allem aus Dentergem stammenden 60 flämischen Siedler unter Professor Victor De Ham (1805–1879) im Juli 1850 acht Kilometer nördlich von St. Marys entfernt die Stadt Leopoldsburg. In der fortan Neu-Flandern genannten Umgebung gründete Abbé Jean-Louis Cartuyvels (1811–1874) mit zehn vor allem aus Sint-Truiden stammenden Flamen vier Kilometer östlich von St. Marys eine weitere Siedlung, Neu-Brüssel, die American Association for the Colonisation of Sainte-Marie half dabei. Vier Kilometer südlich von St. Marys entstand zudem die irische Siedlung Kersey. Fünf Jahre später waren weitere 80.000 Acres erworben worden und die Bevölkerung der Siedlungen bereits auf 3000 Einwohner angewachsen. Die belgischen Kolonien waren jedoch inzwischen durch Bodenspekulationen finanziell ruiniert und ihre Siedler weitergezogen.
1872 heiratete der aus Felldorf in Württemberg stammende Peter Straub (1850–1913) eine der Benzinger-Töchter und erwarb die 1855 von Charles Volk gegründete Brauerei, die noch heute als Straub Brewery bekannt ist.
Adolf Schmidthammer aus Nürnberg wanderte 1923 in die USA aus. Er gründete 1925 zusammen mit B. R. Reuscher die Keystone Carbon Company in St. Marys. Der Betrieb wuchs später zu einer Größe von über 1200 Beschäftigten. Nach drei Jahren kehrte Schmidthammer nach Deutschland zurück und baute dort sein eigenes Werk in Schwabach auf.
1991 beschlossen die Bewohner von St. Marys und Benzinger den Zusammenschluss ihrer Städte.
Das 1852 gegründete St. Joseph Monastery bestand bis 2014.

## Persönlichkeiten
- Edward C. Meyer (1928–2020), General der US Army und Chief of Staff of the Army im Verteidigungsministerium der Vereinigten Staaten von Amerika
- Joanna Shields, Baroness Shields (* 1962), britische Wirtschaftsmanagerin und Politikerin